# ナポレターナ

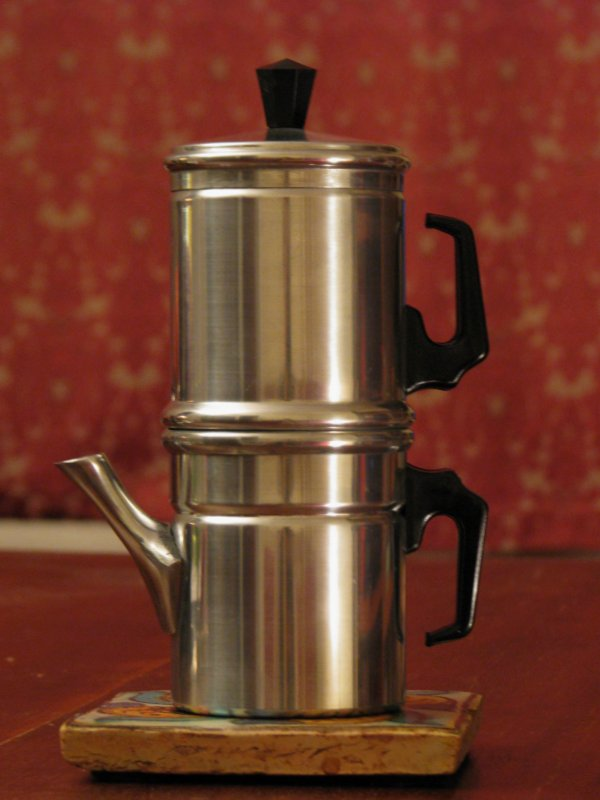
ナポレターナ

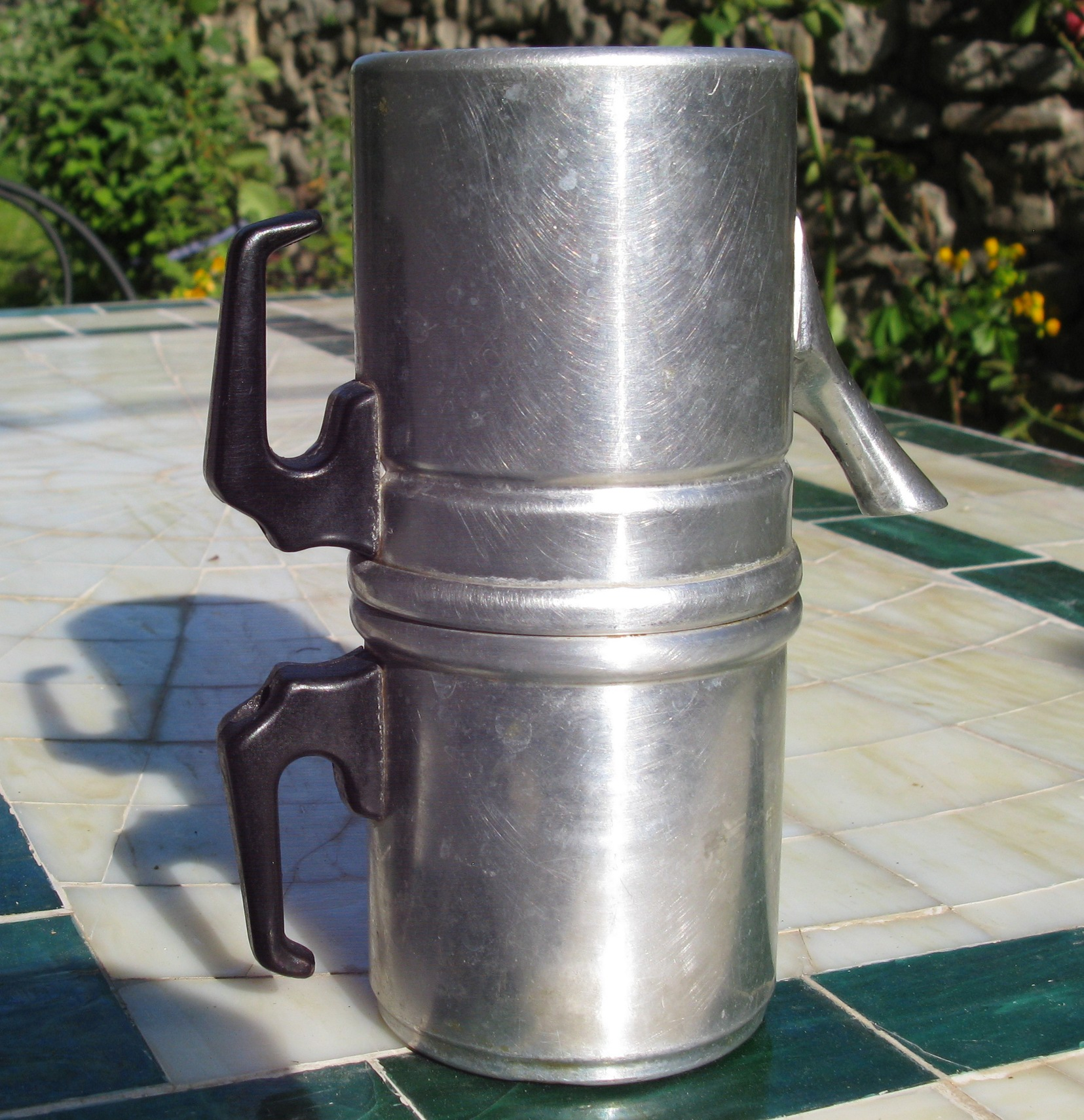
ナポレターナ

ナポレターナ（Napoletana）は、主にイタリアのナポリを中心に使用されている、ナポリ式コーヒーを作るためのドリップ式のコーヒー・メーカー（転倒式抽出器）である。

## 概要
類似のコーヒー抽出器の特許の図面が19世紀の前半に数多く出されており、そうしたフランスでの発明がイタリアに持ち込まれて普及したという説もあるが、イッリカッフェ社は、この器具は1691年にド・ベロイが発明した最初のドリップ・ポットをもとに、ナポリで発明されたと説明している。
器具の概観としては、円筒形の金属製マグカップのような形をしたボイラーと、その内部に装着しコーヒー粉を入れるバスケットとその支えとなる円筒形フィルター部、そして抽出したコーヒーを蓄え、注ぐためのサーバー部（ポット）の3点（フィルターのキャップを個別に数えるなら4点）からなり、それに抽出中のボイラーの保温と抽出後のポット用を兼ねる蓋(合計5点)が付属する。
使用手順としては、まずボイラー部に水を注ぎ、そこへ蓋を外したフィルター部を沈めるように装着し、フィルター部分にコーヒーの粉を入れて蓋を締める。
それからサーバー部を上部に取り付けて全パーツを接続し、ボイラーをそのまま火にかける。
水が沸騰するとボイラー部の穴から蒸気や熱湯が噴き出し始めるので、加熱をやめて全体を逆さまにひっくり返すと、熱湯がフィルターを通り、サーバーにコーヒーが抽出される。
同じ手順で事前に沸かせたお湯を使い抽出する事もできる。
ボイラー部分を直接的に加熱するという点ではモカエキスプレスと同一だが、蒸気圧ではなく単純にひっくり返すことによる重力を利用してコーヒーを抽出するという点では、どちらかというと一般的なペーパードリップ等に類似している。
紙や布といった油分を吸着するフィルターを通さず、重力以外の圧力も使わないので、抽出されたコーヒーの味はコーヒープレスや、ベトナム式コーヒーに代表される金属製ドリッパー等を使ったものに近いとされる。
現代のコーヒー抽出器具としては古典的かつ原始的なものの一つであり、消耗品はあるが簡便であるペーパードリップ方式や特徴的な味を引き出しやすいモカエキスプレスなど、のちに様々な器具が開発された結果これといった長所のない「時代遅れの道具」と見られる傾向が強くなっている。
とはいえパーコレータなどと同程度に頑丈ながら沸騰しすぎによる劣化が起きない、かつ消耗品が一切存在しないなどの点からアウトドアや普段使いで利用する人も存在する。
またボイラー加熱時の蒸気によるコーヒー豆の蒸らし効果などによって他の方式よりも優れた抽出結果が得られるとする愛好家も存在する。